# Ronald Colman
Ronald Charles Colman (n. 9 februarie 1891, Greater London, Anglia, Regatul Unit al Marii Britanii și Irlandei – d. 19 mai 1958, Santa Barbara, California, SUA) a fost un actor englez.

## Biografie
Născut în Richmond, Surrey, Anglia, ca Ronald Charles Colman, viitorul actor a fost al doilea fiu și al patrulea copil  al lui Charles Colman și al Marjory Read Fraser.

## Primul Război Mondial (World War I)
La 31 octombrie 1914, în cursul bătăliei de la Messines, Colman a fost rănit la încheietura piciorului de fragmentul unui obuz, care a rezultat în trecerea sa în rezervă și mersul său șchiopătat pe care a încercat să-l ascundă de-alungul întregii sale cariere artistice.

## Carieră

### Teatru
Începând cu anul 1916, după recuperarea sa parțială, Ronald Coleman a jucat pe diferite scene, atât în Anglia cât și în Statele Unite ale Americii, până la abandonarea aproape totală a scenei, datorată succesului său din anii '920 din diverse filme mute.
A debutat ca actor de teatru și film în Anglia, apoi s-a stabilit în SUA în 1920.

### Film

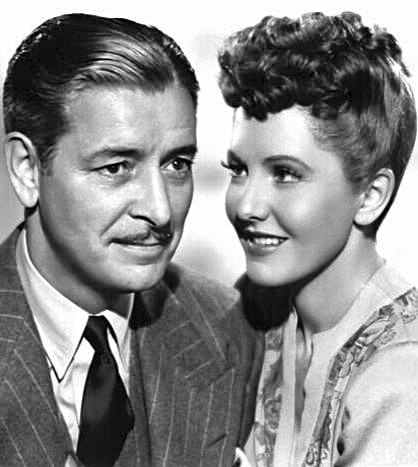
Coleman cu Jean Arthur în filmul Talk of the Town (1942)

Ronald Colman a apărut la început în filme mute din Anglia între 1917 și 1919 (când a lucrat pentru Cecil Hepworth. După ce a trecut oceanul și a jucat, în New York City, în piesa La Tendress, regizorul Henry King l-a remarcat și i-a propus rolul titular din filmul din 1923, The White Sister, alături de Lillian Gish. Filmul a fost un succes aproape instantaneu.

### Radio și televiziune
Începând cu 1945, Colman a apărut frecvent în programul radio The Jack Benny Program, alături de a doua sa soție, actrița de scenă și film Benita Hume.

## Deces
Ronald Colman a decedat la vârsta de 67 de ani, din cauza enfizemei, în Santa Barbara, statul California, unde se stabilise. A fost înmormântat în Santa Barbara Cemetery. Benita Hume și Ronald Coleman au o fată, Juliet Benita Colman (născută în 1944).

## Recunoaștere și premii
A fost nominalizat de patru ori pentru Academy Award, cu filmele Bulldog Drummond (în 1929), Condemned (în 1930), Random Harvest (în 1942), și A Double Life (în 1947), rol pentru care a și primit râvnitul trofeu.  În anul 2002, statueta Oscar a lui Colman a fost vândută la licitație, de către firma Christie's pentru suma de $ 174,500.

## Legături externe
- en Ronald Colman la Internet Broadway Database
- Ronald Colman la Internet Movie Database
- Ronald Colman la TCM Movie Database
- Ronald Colman at Virtual History
- Ronald Colman